# Марк Баглі
Марк Баглі (* 7 серпня 1957, Франкфурт-на-Майні, Німеччина) — американський художник коміксів. Його найвідоміші роботи — The Amazing Spider-Man, Thunderbolts, New Warriors і Ultimate Spider-Man.

## Біографія
Марк Баглі народився у родині американського військового у Франкфурті, в Німеччині. З дитинства Марк хотів малювати комікси. У 18 років він вирішив служити в армії, а потім вирішив отримати художню освіту у школі мистецтв. Після закінчення школи він намагався отримати роботу у комікс-індустрії, але замість того став займатися технічними кресленнями.
У 1986 році головний редактор Marvel Comics Джим Шутер почав проект Marvel Try-out ("Проби у Marvel"), щоб додати нові таланти у індустрію. Переможцем став 27-річний Баглі, який здивував всіх своїми малюнками. Він отримав роботу у Marvel, поки що обробляючи тушшю готові малюнки.
У 1990 році назначений художником серії про нову команду супергероїв — New Warriors. Ця серія стала одної з найуспішніших серій Marvel у 1990-і роки. А через декілька місяців Марк був назначений художником однієї з найпопулярнішій серії видавництва усіх часів — Amazing Spider-Man. Стиль Марка покращився настільки, що він вважається до сьогодні одним з найкращих художників цієї серії.
У 1997 році відчув, що малювати Людину-павука йому вже не так цікаво, і перейшов на нову серію Thunderbolts. Злодіїв, які намагаються стати героями, Марк малював до 2001, а пізніше йому запропонували новий цікавий проект: шестиномерну міні-серію Ultimate Spider-Man, яка була перезапуском історії всім відомого Людини-павука. Разом зі сценаристом Браяном Майклом Бендісом Марк приступив до роботи, і в результаті серія виявилась такою популярною, що стала виходити регулярно. Над серією Марк і Браян працювали майже 7 років, побивши рекорд знаменитих Стена Лі і Джека Кірбі. Зараз Марк малює серію Trinity для компанії DC Comics, але не виключено, що і до роботи у Marvel він коли-небудь повернеться.

## Книгопис

### DC Comics
- Batman #688–691 (2009)
- DCU Halloween Special '09 #1 (2009)
- Justice League of America vol. 2 #38–48, 50–53 (2009–2011)
- Justice League: Cry for Justice #2 (Atom backup feature) (2009)
- Justice Society of America #41–42 (2010)
- Power Company Sapphire #1 (2002)
- Superboy vol. 4 #77 (2000)
- Superman 80-Page Giant #3 (2000)
- Trinity #1–52 (2008–2009)

### Marvel Comics
- All-New X-Men vol. 2 #1–19 (2015–2017)
- Alpha Flight #86 (1990)
- The Amazing Scarlet Spider #1–2 (1995)
- The Amazing Spider-Man #345, 351–358, 361–365, 368–375, 378–404, 407–415, 789 (1991–1996, 2017)
- The Amazing Spider-Man vol. 5 #45, 48–49, 53–54, 56–57, 60, 64, 66–69, 74 (2020–2021)
- The Amazing Spider-Man Annual #22–23 (1988–1989)
- Avengers Annual #18 (1989)
- Avengers Assemble #1–8 (2012)
- Avengers Two: Wonder Man & Beast #1–3 (2000)
- Ben Reilly: The Scarlet Spider #1–5 (2017)
- Brilliant #1–5 (2011–2012)
- Captain America #366–369, 371–383, 385, Annual #9 (1990–1991)
- Captain America/Citizen V '98 #1 (1999)
- Cataclysm: The Ultimates' Last Stand (2013)
- Daredevil #283, Annual #5 (1989–1990)
- Fantastic Four #351 (1991)
- Fantastic Four vol. 3 #51–54 (2002)
- Fantastic Four vol. 4 #1–13 (2013)
- Fear Itself: The Fearless #1–12 (2011–2012)
- Hawkeye: Earth's Mightiest Marksman #1 (1998)
- Heroes Reborn: Young Allies #1 (2000)
- Hulk vol. 3 #1–16, Annual #1 (2014–2015)
- Hulk: The Official Movie Adaptation #1 (2003)
- Iron Man vol. 3 #21 (1999)
- Iron Man Annual #10 (1989)
- Marc Spector: Moon Knight #25 (1991)
- Marvel Comics Presents #43, 97, 124 (1990–1993)
- The Mighty Avengers #7–11 (2008)
- Moment of Silence #1 (2002)
- New Mutants Annual #5 (1989)
- The New Warriors #1–25, Annual #1 (1990–1992)
- Night Thrasher #1 (1993)
- Nightmask #9–10, 12 (1987)
- Psi-Force #20, 24 (1988)
- The Pulse #1–5 (2004)
- Punisher Annual #2 (1989)
- Quicksilver #3 (1998)
- RoboCop 2 #1 (movie adaptation) (1990)
- Silver Surfer Annual #2 (1989)
- The Spectacular Spider-Man Annual #8–9 (1988–1989)
- Spider-Man #26 (1992)
- Spider-Man 3: The Black (2007)
- Spider-Man Unlimited #1–2 (1993)
- Stan Lee Meets Doctor Strange #1 (2006)
- Star Brand #10 (1987)
- Star Trek: Mirror Mirror #1 (1997)
- Strikeforce: Morituri #23, 26–30 (1988–1989)
- Strikeforce Morituri: Electric Undertow #1–5 (1989–1990)
- Tales of the Marvel Universe #1 (1997)
- Thor Annual #14 (1989)
- Thunderbolts #1–6, 8–44, 46–48, 50–51, 59, 66, 68, 72, 74, #0, Annual 1997 and 2000 (1997–2003)
- Ultimate End #1–5 (2015)
- Ultimate Iron Man #5 (with Andy Kubert) (2006)
- Ultimate Spider-Man #1–111, 156–160, Super Special #1 (2000–2011)
- Ultimate Comics Fallout #1, 6 (2011)
- Uncanny X-Men #488 (second story) (2007); (vol. 5) #1 (back-up stories) (2019)
- Venom: Lethal Protector #1–3 (1993)
- Venom Super Special #1 (1995)
- Venom vol. 3 #155–158 (2017)
- Venom vol. 4 #21–25, 35 (2020–2021)
- Visionaries #1–6 (1987–1988)
- Web of Spider-Man #51, 53, Annual #5 (1989)
- West Coast Avengers Annual #4 (1989)
- What If...? vol. 2 #4 (1989)
- X-Factor vol. 2 #21 (2007)
- X-Factor Annual #4 (1989)
- X-Men Annual #13 (1989)